# Покровское сельское поселение (Ростовская область)
Покровское сельское поселение — муниципальное образование в Неклиновском районе Ростовской области.
Административный центр поселения — село Покровское.

## Административное устройство
В состав Покровского сельского поселения входит один населённый пункт - село Покровское.

## Население
| 2010    | 2012    | 2013    | 2014    | 2015    | 2016    | 2017    | 2018    | 2019    |
| ------- | ------- | ------- | ------- | ------- | ------- | ------- | ------- | ------- |
| 12 369  | ↘12 305 | ↘12 249 | ↘12 149 | ↘12 112 | ↗12 148 | ↘12 094 | ↘11 994 | ↘11 864 |
| 2020    | 2021    |         |         |         |         |         |         |         |
| ↘11 848 | ↘11 842 |         |         |         |         |         |         |         |